# Chipaya (gemeente)
Chipaya is een gemeente (municipio) in de Boliviaanse provincie Atahuallpa in het departement Oruro. De gemeente telt naar schatting 2.081 inwoners (2018). De hoofdplaats is Chipaya.